# Гетерия
Гетерия (др.-греч. Ἑταιριαι — союз, товарищество) — в древнегреческих демократиях союзы знатных для защиты от притязаний демоса. Первоначальной их целью была взаимная поддержка при домогательстве должностей, в процессах и т. п. Впоследствии организация их стала очень прочной, и вследствие тайной связи и постоянных сношений с гетериями других греческих государств им часто удавалось преобразовать форму правления (например Тридцать тиранов в Афинах). Это, в свою очередь, приводило к созданию демократических гетерий, и их борьба немало способствовала расстройству греческих общин.
В новое время название «гетерия» носили много различных обществ, но особенно известны в истории новогреков две гетерии.

## Первая гетерия
Первая гетерия, политическая, играла большую роль в борьбе греков за освобождение от турецкого ига. Ещё в 1795 г. Константином Ригасом был устроен тайный союз греков для низвержения турецкого ига, остановленный в своём развитии смертью Ригаса. Возбуждённые им энтузиазм и любовь к свободе среди греков вызвали образование новой гетерии (Hetaireia Philikè), в 1814 г. В неё принимались только греки, и члены обязывались не принадлежать к другим тайным обществам. Во главе её стояло особое правление (arche), которое заведовало и так называемой национальной кассой. В гетерии были три степени: начальники (Blamides), уполномоченные (Systemeni) и священники (hiereis). Распространившись по всей Греции и европейской Турции, гетерия центром своей деятельности избрала Одессу, вследствие её частых сношений с турецкими и греческими портами, и там начала готовиться к восстанию. Выполнить задуманное предприятие было поручено российскому генералу, князю Александру Ипсиланти. На его воззвание к грекам в Яссах (1821) из всех стран поспешили члены гетерии, из которых был составлен известный гетерийский полк (или священная дружина). С этой дружиной (400—500 чел.) Ипсиланти вторгнулся в Молдавию, но был полностью разбит турками при Драгашане (19 июня 1821 г.). Спаслись только около 20 человек с капитаном Иордаки. Несколько дней спустя потерпел поражение на Пруте и другой полк гетеристов, под начальством князя Кантакузена, и был вынужден укрыться в пределах России. Остатки гетеристов под начальством Иордаки и Фарнака ещё продолжали бороться в лесах и горах Молдавии, но наконец и они все погибли, когда израненный Иордаки, чтобы не попасть в руки турок, зажёг монастырь Секку и сгорел под его развалинами.

## Товарищество друзей наук
Целью второй гетерии, названной товариществом друзей наук (филомуза) и основанной в Афинах в 1812 г., было распространение образования в Новой Элладе, открытие школ, воспитание молодых греков в европейских школах и университетах. Она издавала газеты, открывала библиотеки, заботилась о раскопках и сохранении древностей. В гетерию вступали членами многие государственные сановники, учёные и частные лица всех наций, и скоро число её членов достигло 80 000. Из деятелей её особенно известны граф Иоанн Каподистрия и архиепископ Игнатий. Символом общества был перстень с изображением совы (атрибут Афины) и кентавра Хирона, держащего на своих плечах Ахиллеса. С образованием греческого королевства эта гетерия потеряла своё значение и распалась.